# James Singleton

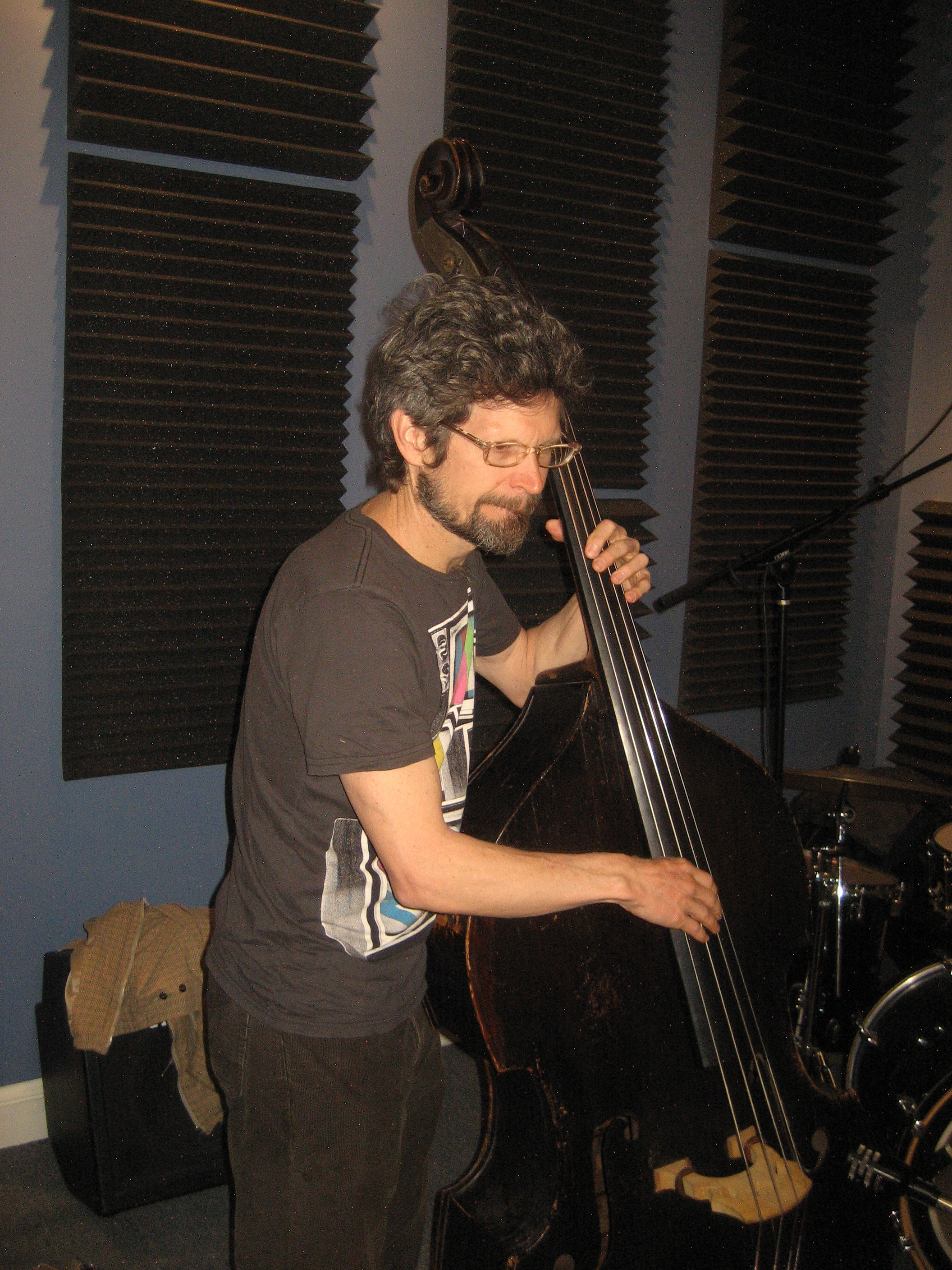
James Singleton 2010

James Singleton (* 8. Oktober 1955 in Wilmington, Delaware) ist ein US-amerikanischer Musiker (Bass), Komponist und Musikproduzent des Modern Jazz.

## Leben und Wirken
Singleton arbeitet seit 1977 in der Musikszene von New Orleans, u. a. mit James Booker, Professor Longhair, Johnny Vidacovich, Aaron Neville, Joe Henderson, Milt Jackson, Eddie Harris, Clark Terry, Lightnin’ Hopkins, Gatemouth Brown, John Scofield und der Marsalis-Familie; insgesamt wirkte er von 1981 bis 2010 bei 73 Aufnahmesessions mit, Anfang der 1990er Jahre spielte er im Trio von Tony Dagradi und im Astral Project, dessen Album Elvado er produzierte. 1995 gründete er die Formation 3NOW4 mit dem Gitarristen Dave Easley; 2005 das James Singleton String Quartet. Nach dem Hurrikan Katrina zog er nach Los Angeles, um 2008 nach New Orleans zurückzukehren. Zu hören ist er auch auf Charles Rumbacks Album Cadillac Turns (2019) und im Trio mit Eivind Austad und Johnny Vidacovich.

## Diskographische Hinweise
- Gold Bug Crawl (2008)
- Pelican Sessions